# Echte hagedissen
Echte hagedissen (Lacertidae) vormen een familie van hagedissen (Lacertilia). De soorten uit deze familie zijn verspreid over vrijwel geheel Europa en enkele soorten zijn zelfs bij het grote publiek bekend, zoals de muurhagedis, de zandhagedis en de smaragdhagedis. Vrijwel alle soorten werden oorspronkelijk ingedeeld in het geslacht Lacerta, veel soorten hebben tegenwoordig een andere geslachtsnaam.

## Algemeen
Een aantal soorten leeft in andere werelddelen, zoals Azië, Afrika en het Midden-Oosten. Echte hagedissen worden ook wel halsbandhagedissen genoemd, naar de coltrui-achtige plooi in de nek die goed te zien is als ze de nek draaien. De naam muurhagedissen werd vroeger ook wel gebruikt, omdat de muurhagedis (Podarcis muralis) de bekendste vertegenwoordiger is. Echter lang niet alle echte hagedissen klimmen graag op muren, de naam slaat wel op het geslacht Podarcis maar de meeste soorten zijn typische bodembewoners. Slechts enkele soorten leven in bomen, zoals soorten uit de geslachten Holaspis en Gastropholis.
De echte hagedissen staan verder bekend als 'kaal'; ze hebben geen grote stekels, hoorns, keelzakken of schietende tongen zoals andere families van hagedissen. De vroegst bekende soorten werden al in de achttiende eeuw beschreven, toen veel tropische soorten hagedissen nog nooit door mensenogen waren gezien. De belangrijkste determinatiesleutel is de positie van schubben op de kop, cloaca en die van de femorale poriën op de onderzijde van het dijbeen.

## Indeling
De echte hagedissen zijn al vele malen opnieuw ingedeeld, en veel soorten hebben tegenwoordig een andere naam dan een decennium geleden. Dat komt doordat onderzoek heeft uitgewezen dat sommige soorten binnen een geslacht dermate gelijke of juist afwijkende kenmerken vertonen dat ze zijn ingedeeld bij een ander geslacht, meestal een nieuw geslacht. Niet zelden valt een afsplitsing samen met de variatie in geografische verspreiding van de verschillende soorten binnen een geslacht. Het bekendste voorbeeld is het geslacht Lacerta, waarvan in de jaren tachtig het geslacht Podarcis van werd afgesplitst, en door de jaren heen steeds meer soorten tot een ander geslacht werden gerekend, zoals Iberolacerta in 1997.
Het oorspronkelijke geslacht Lacerta is tegenwoordig voor een groot deel uit elkaar gehaald en onderverdeeld in de volgende geslachten, die ook wel als 'ondergeslachten' worden beschouwd:
- Podarcis; 20 soorten; muurklimmende hagedissen.
- Darevskia; 20 soorten; eigenlijk een splitsing van Podarcis, sommige soorten zijn parthenogeen.
- Overig; (ong. 20 soorten); een aantal soorten zijn van geslachtsnaam veranderd zoals Apathya, Archaeolacerta, Omanosaura, Parvilacerta, Teira, Timon of Zootoca. Dit laatste geslacht betreft alleen de inheemse levendbarende hagedis, (Zootoca vivipara). Veel soorten lijken qua vorm op elkaar, echter niet allemaal bijvoorbeeld het geslacht Takydromus, waar de langstaarthagedis (Takydromus sexlineatus) onder valt, vanwege de extreem lange staart.

Andere soorten zijn al sinds lange tijd voorzien van een andere geslachtsnaam zodat deze vaak algemeen is aangenomen, voorbeelden zijn de kielhagedissen (Algyroides), de Canarische hagedissen (Gallotia), zandlopers (Psammodromus), de slangooghagedissen (Ophisops) en de franjeteenhagedissen (Acanthodactylus).

## Geslachten
Er zijn 339 soorten in 43 geslachten. Negen geslachten zijn monotypisch, wat wil zeggen dat ze slechts door een enkele soort worden vertegenwoordigd. Lange tijd werden de geslachten verdeeld in verschillende onderfamilies, maar dit wordt niet meer erkend.
Het geslacht omvat de volgende soorten, met de auteur en het verspreidingsgebied.
| Naam                                          | Auteur                                                  | Verspreidingsgebied | Aantal soorten | Voorbeeldsoort                 | Afbeelding |
| --------------------------------------------- | ------------------------------------------------------- | --- | -------------- | ------------------------------ | ---------- |
| Franjetenen (Acanthodactylus)                 | Wiegmann, 1834                                          | Europa, Afrika, Midden-Oosten, Azië; Afghanistan, Algerije, Benin, Burkina Faso, Centraal-Afrikaanse Republiek, Cyprus, Egypte, Eritrea, Ethiopië, Ghana, Gibraltar, India, Irak, Iran, Israël, Jordanië, Jemen, Kameroen, Koeweit, Libië, Mali, Marokko, Mauritanië, Niger, Nigeria, Oman, Pakistan, Portugal, Qatar, Saoedi-Arabië, Senegal, Soedan, Syrië, Togo, Tsjaad, Tunesië, Turkije, Verenigde Arabische Emiraten, Westelijke Sahara | 42             | Franjeteenhagedis              |            |
| Adolfus                                       | Sternfeld, 1912                                         | Europa: Burundi, Centraal-Afrikaanse Republiek, Congo-Kinshasa, Kameroen, Kenia, Oeganda, Rwanda, Soedan, Tanzania, Zambia | 4              | Adolfus jacksoni               |            |
| Kielhagedissen (Algyroides)                   | Gray, 1838                                              | Europa: Albanië, Bosnië en Herzegovina, Frankrijk, Griekenland, Italië, Kroatië, Montenegro, Macedonië, Spanje | 4              | Dalmatische kielhagedis        |            |
| Anatololacerta                                | Arnold, Arribas & Carranza, 2007                        | Europa: Griekenland, Turkije | 3              | Anatololacerta danfordi        |            |
| Apathya                                       | Méhelÿ, 1907                                            | Midden-Oosten: Irak, Iran, Syrië en Turkije | 2              | Apathya cappadocica            |            |
| Archaeolacerta                                | Camerano, 1885                                          | Europa: Italië (Sardinië), Frankrijk (Corsica) | 1              | Tyrreense berghagedis          |            |
| Atlantolacerta                                | Werner, 1929                                            | Afrika: Marokko | 1              | Atlantolacerta andreanskyi     |            |
| Australolacerta                               | Hewitt, 1926                                            | Afrika: Zuid-Afrika | 1              | Australolacerta australis      | -          |
| Congolacerta                                  | Greenbaum, Villanueva, Kusamba, Aristote & Branch, 2011 | Afrika: Burundi, Congo-Kinshasa, Rwanda, Tanzania, Oeganda | 2              | Congolacerta vauereselli       |            |
| Dalmatolacerta                                | Duméril & Bibron1839                                    | Europa; Albanië, Bosnië en Herzegovina, Kroatië en Montenegro | 1              | Spitskophagedis                |            |
| Darevskia                                     | Arribas, 1999                                           | Europa en Azië; Armenië, Azerbeidzjan, Bulgarije, Georgië, Griekenland, Iran, Oekraïne, Rusland, Servië, Tsjechië en Turkije | 31             | Darevskia armeniaca            |            |
| Dinarolacerta                                 | Arnold, Arribas & Carranza, 2007                        | Europa; Albanië, Bosnië en Herzegovina, Kroatië en Montenegro | 2              | Mosorberghagedis               |            |
| Woestijnhagedissen (Eremias)                  | Wiegmann, 1834                                          | Eurazië, Midden-Oosten; Afghanistan, Armenië, Azerbeidzjan, China, Georgië, Iran, Kazachstan, Kirgizië, Moldavië, Mongolië, Oekraïne, Oezbekistan, Pakistan, Roemenië, Rusland, Tadzjikistan, Turkmenistan, Turkije | 37             | Eremias lineolata              |            |
| Gallotia                                      | Boulenger, 1916                                         | Canarische Eilanden | 8              | Gallotia atlantica             |            |
| Gastropholis                                  | Fischer, 1886                                           | Afrika; Congo-Kinshasa, Equatoriaal-Guinea, Gabon, Ghana, Ivoorkust, Kameroen, Kenia, Liberia, Mozambique, Tanzania | 4              | Stekelstaarthagedis            |            |
| Heliobolus                                    | Fitzinger,1843                                          | Afrika; Angola, Benin, Botswana, Burkina Faso, Centraal-Afrikaanse Republiek, Congo-Kinshasa, Ethiopië, Guinee, Ivoorkust, Kameroen, Kenia, Mozambique, Namibië, Niger, Nigeria, Oeganda, Soedan, Somalië, Tanzania, Togo, Tsjaad, Zimbabwe, Zuid-Afrika | 4              | Heliobolus lugubris            |            |
| Hellenolacerta                                | Bedriaga, 1886                                          | Griekenland (Peloponnesos) | 1              | Griekse berghagedis            |            |
| Holaspis                                      | Gray, 1863                                              | Afrika; Angola, Benin, Centraal-Afrikaanse Republiek, Congo-Kinshasa, Equatoriaal-Guinea, Gabon, Ghana, Ivoorkust, Kameroen, Malawi, Mozambique, Nigeria, Oeganda, Sierra Leone, Tanzania, Togo | 2              | Holaspis guentheri             |            |
| Iberolacerta                                  | Arribas, 1999                                           | Europa; Duitsland, Frankrijk, Italië, Kroatië, Oostenrijk, Portugal, Slovenië, Spanje | 8              | Centraal-Iberische berghagedis |            |
| Kielschubhagedissen (Ichnotropis)             | Peters, 1854                                            | Afrika; Angola, Botswana, Congo-Kinshasa, Gabon, Malawi, Mozambique, Namibië, Tanzania, Zambia, Zimbabwe, Zuid-Afrika | 6              | Kaapse kielschubhagedis        |            |
| Iranolacerta                                  | Arnold, Arribas & Carranza, 2007                        | Midden-Oosten; Iran, Turkije, mogelijk in Azerbeidzjan | 2              | Iranolacerta brandtii          | -          |
| Halsbandhagedissen (Lacerta)                  | Linnaeus, 1758                                          | Europa, Arabisch Schiereiland, Azië; Albanië, Armenië, Azerbeidzjan, België, Bosnië en Herzegovina, Bulgarije, China, Denemarken, Duitsland, Estland, Frankrijk, Georgië, Griekenland, Griekenland, Groot-Brittannië (Engeland), Hongarije, Iran, Israël, Italië, Jordanië, Kazachstan, Kirgizië, Kroatië, Letland, Libanon, Litouwen, Luxemburg, Noord-Macedonië, Moldavië, Monaco, Mongolië, Nederland, Noorwegen, Oekraïne, Oostenrijk, Polen, Portugal, Roemenië, Rusland, San Marino, Servië, Slovenië, Spanje, Syrië, Tsjechië, Turkije, Turkmenistan, Wit-Rusland, Zweden, Zwitserland | 8              | Iberische smaragdhagedis       |            |
| Latastia                                      | Bedriaga1884                                            | Afrika; Centraal-Afrikaanse Republiek, Congo-Kinshasa, Djibouti, Egypte, Eritrea, Ethiopië, Guinee, Guinee-Bissau, Jemen, Kameroen, Kenia, Mali, Mauritanië, Mozambique, Niger, Senegal, Somalië, Tanzania, Zambia, Zimbabwe | 10             | Latastia longicaudata          |            |
| Meroles                                       | Gray1838                                                | Afrika; Angola, Botswana, Malawi, Namibië, Tanzania, Zambia, Zimbabwe, Zuid-Afrika | 8              | Meroles knoxii                 |            |
| Mesalina                                      | Gray, 1838                                              | Afrika, Arabisch Schiereiland; Afghanistan, Algerije, Egypte, Eritrea, India, Irak, Iran, Israël, Jordanië, Koeweit, Libië, Mali, Marokko, Mauritanië, Niger, Senegal, Soedan, Saoedi-Arabië, Somalië, Syrië, Tunesië, Turkmenistan, Westelijke Sahara | 19             | Mesalina guttulata             |            |
| Zandveldhagedissen (Nucras)                   | Gray, 1845                                              | Afrika; Angola, Botswana, Kenia, Mozambique, Namibië, Oeganda, Swaziland, Tanzania, Zambia, Zimbabwe, Zuid-Afrika | 10             | Nucras tessellata              |            |
| Omanosaura                                    | Lutz, Bischoff & Mayer, 1986                            | Arabisch Schiereiland; Oman, Verenigde Arabische Emiraten | 2              | Omanosaura cyanura             | -          |
| Slangooghagedissen (Ophisops)                 | Ménétriés, 1832                                         | Afrika, Amerika, Azië: Afghanistan, Algerije, Armenië, Azerbeidzjan, Bangladesh, Bulgarije, Cyprus, Egypte, Georgië, Griekenland, India, Irak, Iran, Israël, Jemen, Jordanië, Libië, Libanon, Marokko, Pakistan, Rusland, Saoedi-Arabië, Soedan, Sri Lanka, Syrië, Tunesië, Turkije | 10             | Slangooghaghedis               |            |
| Parvilacerta                                  | Harris, Arnold & Thomas, 1998                           | Midden-Oosten; Armenië, Libanon, Turkije, mogelijk in Iran | 2              | Parvilacerta parva             |            |
| Pedioplanis                                   | Fitzinger, 1843                                         | Afrika; Angola, Botswana, Lesotho, Namibië, Zuid-Afrika | 13             | Pedioplanis lineoocellata      |            |
| Philochortus                                  | Matschie, 1893                                          | Afrika; Djibouti, Egypte, Eritrea, Ethiopië, Jemen, Kenia, Libië, Niger, Saoedi-Arabië, Soedan, Somalië | 7              | Philochortus spinalis          | -          |
| Phoenicolacerta                               | Arnold, Arribas & Carranza, 2007                        | Europa, Midden-Oosten; Cyprus, Israël, Jordanië, Libanon, Syrië en Turkije. | 4              | Troödoshagedis                 |            |
| Podarcis                                      | Wagler1830                                              | Europa; Albanië, Algerije, België, Bosnië en Herzegovina, Bosnië en Herzegovina, Bulgarije, Duitsland, Frankrijk, Gibraltar, Griekenland, Hongarije, Italië, Kroatië, Macedonië, Malta, Marokko, Montenegro, Nederland, Oostenrijk, Portugal, Roemenië, Servië, Slovenië, Slowakije, Spanje, Tsjechië, Tunesië, Turkije, Verenigd Koninkrijk, Zwitserland | 23             | Muurhagedis                    |            |
| Poromera                                      | Hallowell, 1857                                         | Afrika; Centraal-Afrikaanse Republiek, Congo-Kinshasa, Equatoriaal-Guinea, Gabon, Kameroen | 1              | Poromera fordii                | -          |
| Zandlopers (Psammodromus)                     | Gray, 1838                                              | Europa, Noord-Afrika; Algerije, Andorra, Frankrijk, Gibraltar, Italië, Marokko, Portugal, Spanje, Tunesië | 6              | Psammodromus manuelae          |            |
| Pseuderemias                                  | Boettger, 1883                                          | Afrika; Djibouti, Egypte, Eritrea, Ethiopië, Soedan, Somalië | 7              | Pseuderemias mucronata         |            |
| Scelarcis                                     | Duméril & Bibron, 1839                                  | Europa (Menorca), noordelijk Afrika (Algerije en Marokko) | 1              | Brilhagedis                    | -          |
| Langstaarthagedissen (Takydromus)             | Daudin, 1802                                            | Azië; Bangladesh, Cambodja, China, India, Indonesië, Japan, Korea, Laos, Maleisië, Myanmar, Rusland, Thailand, Taiwan, Vietnam | 23             | Takydromus tachydromoides      |            |
| Teira                                         | Gray, 1838                                              | Madeira | 1              | Madeirahagedis                 |            |
| Timon                                         | Tschudi, 1836                                           | Europa, Noord-Afrika, Midden-Oosten; Algerije, Andorra, Frankrijk, Gibraltar, Iran, Irak, Italië, Marokko, Portugal, Spanje, Turkije, Tunesië | 6              | Parelhagedis                   |            |
| Zuid-Afrikaanse kielhagedissen (Tropidosaura) | Fitzinger, 1826                                         | Afrika; Lesotho, Zuid-Afrika | 4              | Tropidosaura gularis           |            |
| Vhembelacerta                                 | FitzSimons, 1933                                        | Afrika; Zuid-Afrika | 1              | Vhembelacerta rupicola         |            |
| Zootoca                                       | Tschudi, 1837                                           | Grote delen van Europa | 2              | Levendbarende hagedis          |            |